# Ryszard Karpiński

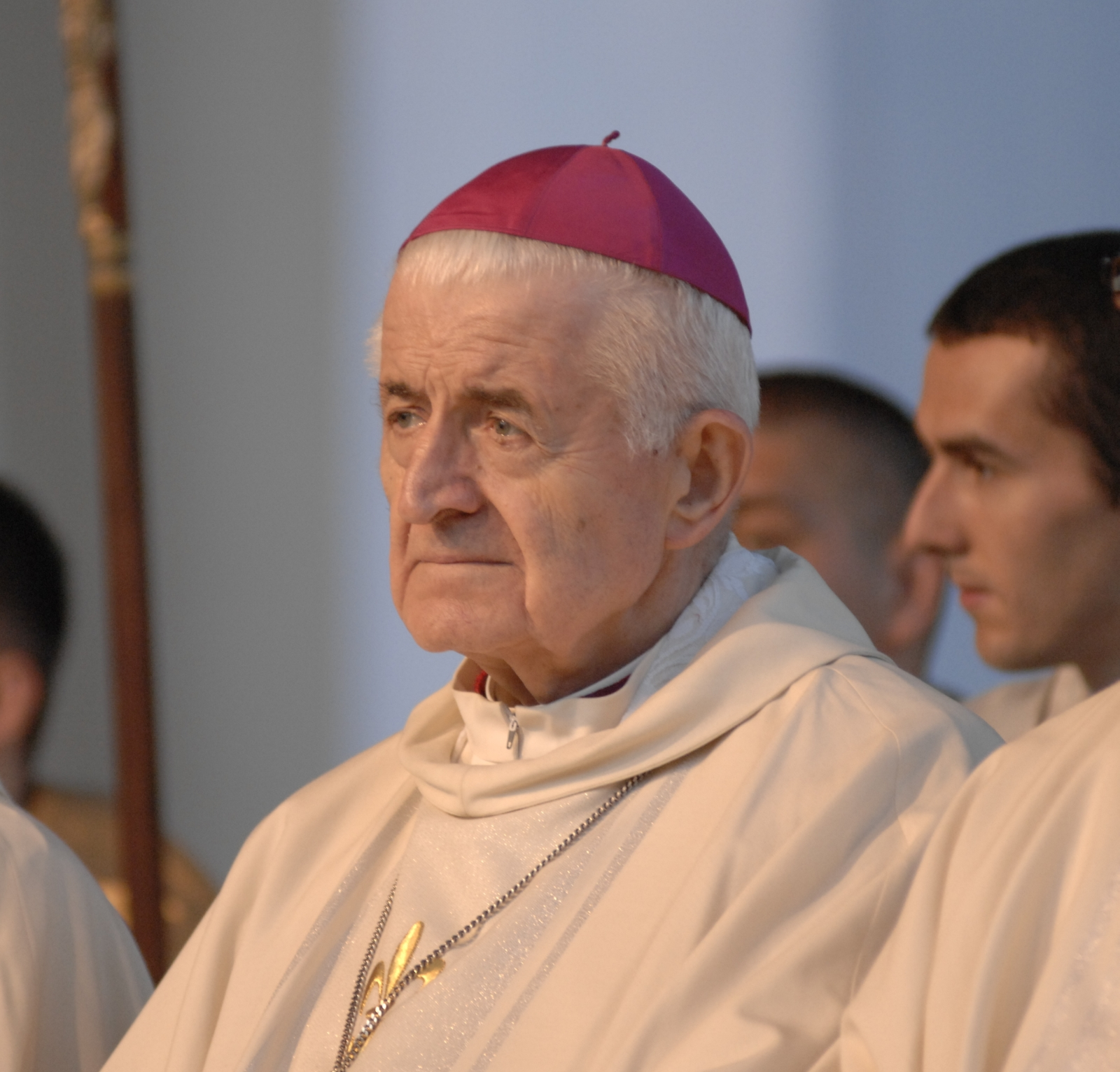
Bischof Ryszard Karpiński (2010)

Ryszard Karpiński (* 28. Dezember 1935 in Rudzienko, Woiwodschaft Lublin; † 5. Januar 2024 in Lublin) war ein polnischer Geistlicher und römisch-katholischer Weihbischof in Lublin.

## Leben
Der Bischof von Lublin, Piotr Kałwa, spendete ihm am 19. April 1959 die Priesterweihe für das Bistum Lublin. Karpiński absolvierte sein Bibelstudium an der Katholischen Universität von Lublin und setzte seine Studien in Rom am Päpstlichen Bibelinstitut fort. Er arbeitete von 1971 bis 1985 in Rom in der Päpstlichen Kommission für Auswanderer- und Touristenseelsorge.
Papst Johannes Paul II. ernannte ihn am 19. August 1985 zum Weihbischof in Lublin und Titularbischof von Minervium. Der polnische Primas und Erzbischof von Warschau, Józef Kardinal Glemp, spendete ihm am 28. September desselben Jahres die Bischofsweihe in der Kathedrale von Lublin; Mitkonsekratoren waren Bronisław Dąbrowski FDP, Weihbischof in Warschau, und Bolesław Pylak, Bischof von Lublin. Als Wahlspruch wählte er Viatoribus fer auxilium (Hilf denen, die auf dem Weg sind).
Er war Vorsitzender der EVP-Kommission für die Tourismusseelsorge von 1988 bis 1998. Von 2003 bis 2008 war Karpinski Delegierter der Polnischen Bischofskonferenz für die Seelsorge an polnischen Emigranten und Vorsitzender der Bischöflichen Kommission für Polen und Polen im Ausland. Als Bischof unternahm er 176 Auslandsreisen.
Am 31. Dezember 2011 nahm Papst Benedikt XVI. sein aus Altersgründen vorgebrachtes Rücktrittsgesuch an. Er starb am 5. Januar 2024 im Alter von 88 Jahren in Lublin.